# Extinción masiva del Devónico
La extinción masiva del Devónico es el nombre que se da a una serie de importantes extinciones de especies al final del Devónico, hace entre 408 y 360 millones de años (Ma). Se han reconocido al menos dos eventos de extinción: el evento Kellwasser en el límite Frasniense-Fameniense y el evento Hangenberg entre el Fameniense y el Misisipiense. Esta crisis de extinción masiva tuvo mayores efectos en los mares que en los continentes, y afectó más a las especies en las latitudes tropicales que en las medias. Los organismos más afectados por esta crisis biótica fueron los que habitaban en zonas marinas templadas. Los corales, que habían dominado el período, vieron mermada su población, y los arrecifes coralinos no volvieron a ser importantes hasta el Triásico. Aproximadamente el 83 % de las especies se extinguieron, así como el 50 % de los géneros y el 20 % de las familias.
La extinción masiva del Devónico es una de las cinco grandes extinciones que se han producido en la historia de la Tierra, junto con las extinciones masivas del Ordovícico-Silúrico, la extinción masiva del Pérmico-Triásico, la del Triásico-Jurásico y la del Cretácico-Paleógeno. Sin embargo, hay autores que consideran que las extinciones del Devónico —en concreto la extinción en el límite Frasniense-Fameniense— no fueron en realidad extinciones masivas, sino una pérdida de biodiversidad causada por unas tasas de especiación muy bajas.

## Paleogeografía y paleoclimatología
Los estudios paleogeográficos indican que durante el Devónico existían dos supercontinentes, Gondwana y Euramérica agrupados en un único hemisferio. Estas dos masas de tierra acabarían colisionando en el Pérmico formando Pangea. Los dos supercontinentes estaban rodeados por zonas de subducción. Las masas de agua situadas entre Gondwana y Eurámerica estaban conformadas por el océano Reico, el Proto-Tetis y el Paleo-Tetis, estando todo el conjunto rodeado por el océano Panthalassa. Las diferencias de temperatura entre los polos y el ecuador era menos marcadas que en la actualidad. Según los cálculos de las variaciones de temperatura a lo largo del Devónico, en el Devónico inferior se daba un clima cálido con temperaturas que rondaban los 30 °C; durante el Devónico medio se produce un enfriamiento, con unas temperaturas de 23-25 °C; las temperaturas volvieron a subir a los niveles del Devónico inferior durante el límite Frasniense-Fameniense. Las temperaturas vuelven a decrecer ligeramente durante el Fameniense. El gran tamaño de Gondwana y Eurámerica provocaba que en su interior se dieran condiciones de aridez.
Durante el final del Fameniense se produjo una glaciación —o varios periodos glaciares— que se prolongó hasta el Carbonífero inferior, afectando a una superficie de unos 16 millones de km² y produciendo un descenso del nivel del mar de unos 60 m. A partir de distintos indicadores paleoclimáticos se han diferenciado varias zonas climáticas en la Tierra durante el Devónico superior:
- Una zona tropical húmeda al norte del paleoecuador.
- Dos zonas áridas al norte y al sur de la zona ecuatorial.
- Una zona húmeda y templada entre el Polo Sur y el Ecuador.
- Una zona fría junto al Polo Sur.

## Biota antes de la extinción

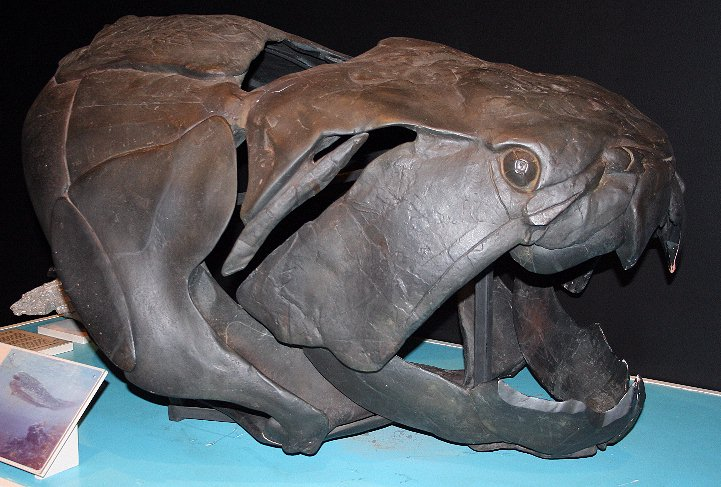
Dunkleosteus, uno de los mayores placodermos. Este grupo experimentó una gran diversificación durante el Devónico.

Durante el Devónico se produjo una importante diversificación de los peces, una gran proliferación de los arrecifes, la aparición de los primeros árboles y la invasión de los continentes por los primeros tetrápodos. 

### Peces
El periodo Devónico es conocido como «la edad de los peces», produciéndose una gran diversificación de grupos como los ostracodermos. Los placodermos, que aparecieron en el registro en el Silúrico, experimentaron una diversificación notable durante el Devónico, ocupando nichos ecológicos que abarcaban desde aguas continentales hasta océano abierto. Los peces de la clase Acanthodii, posibles precursores de los osteíctios, también eran muy comunes en este periodo.
En la actualidad los peces de aletas lobuladas (Sarcopterygii) solo están representados por siete especies, pero en los periodos Devónico y Carbonífero eran abundantes y estaban en lo alto de la cadena trófica en muchos ecosistemas marinos y de agua dulce. En cuanto a los peces cartilaginosos (Chondrichthyes), es en el Devónico superior y en el Carbonífero cuando aparecieron distintos órdenes como Eugeneodontiformes, Symmoriida, Petalodontiformes, Iniopterygia, Xenacanthida, Ctenacanthida o Hybodontiformes.
Los peces más abundantes en la actualidad (Actinopterygii) se encuentran ya en el registro fósil en el Silúrico, pero los primeros restos fósiles de ejemplares articulados aparecen en materiales devónicos y a finales de esta era se aprecia una variedad considerable de formas. También habitaban las aguas en el Devónico los conodontos, organismos muy útiles en biocronología, que han servido para establecer las biozonas que permiten realizar subdivisiones del Devónico.

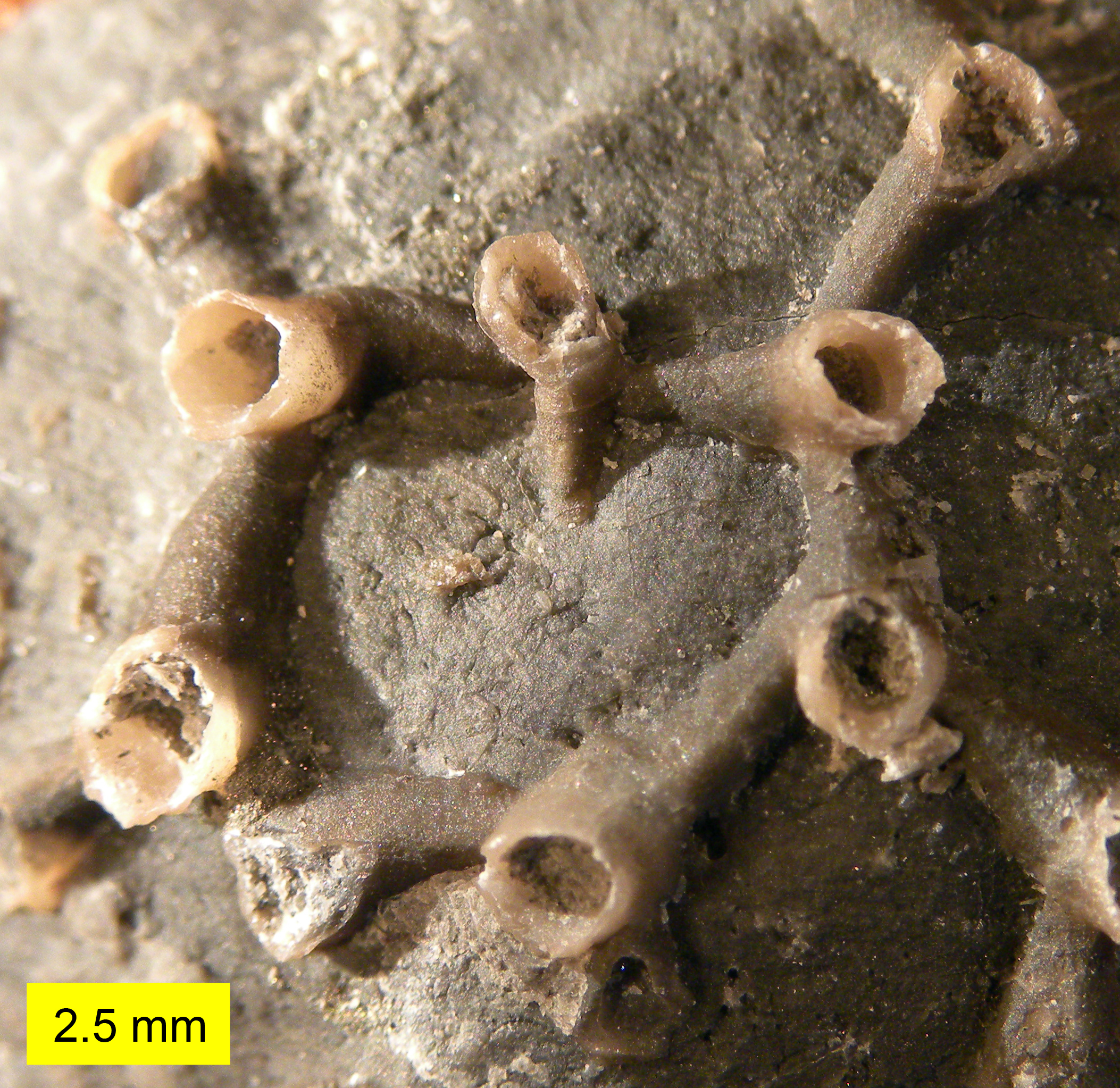
Aulopora, un coral tabulado del Devónico medio hallado en Ohio.

### Invertebrados
Durante el Devónico medio-superior se desarrollaron amplias zonas de plataformas carbonatadas y arrecifes, que alcanzaron las mayores extensiones del Fanerozoico. Los arrecifes devónicos estaban constituidos entre otros organismos por braquiópodos, corales (Rugosa y Tabulata), estromatopóridos, briozoos y algas rojas.
Los foraminíferos experimentaron su primera radiación durante el Devónico medio, con la aparición de los precursores de los fusulínidos, los endotíridos.
A partir de los ammonoideos del suborden Anarcestina surgieron los subórdenes Goniatitina (Devónico medio), Clymeniina y Prolecanitina, estos dos últimas en el Devónico superior. Dentro de los gasterópodos aparecieron en el registro los superórdenes Heterobranchia y Caenogastropoda, y el orden Neritimorpha. Los bivalvos colonizaron ambientes tanto marinos (Mytiloidea y Myalinidae) como dulciacuícolas.
Entre los artrópodos, aparecieron los eumalacostracos y los diplostráceos. Los órdenes de trilobites presentes en este periodo son Corynexochida, Lichida, Proetida, Harpetida y Phacopida. En facies continentales se han hallado fósiles de miriápodos, arácnidos, branquiópodos, acáridos, colémbolos, quilópodos, artropléuridos y otros organismos que podrían ser insectos.
La diversidad de equinodermos durante el Devónico superior es mayor de lo que se creía a principios de la década del 2000, predominando los organismos pertenecientes a la clase Blastoidea. También poblaban los mares de ese periodo los cistoideos, asteroideos, ofiuroideos, crinoideos, equinoideos, holoturoideos, edrioasteroideos y ciclocistoideos.

### Plantas terrestres

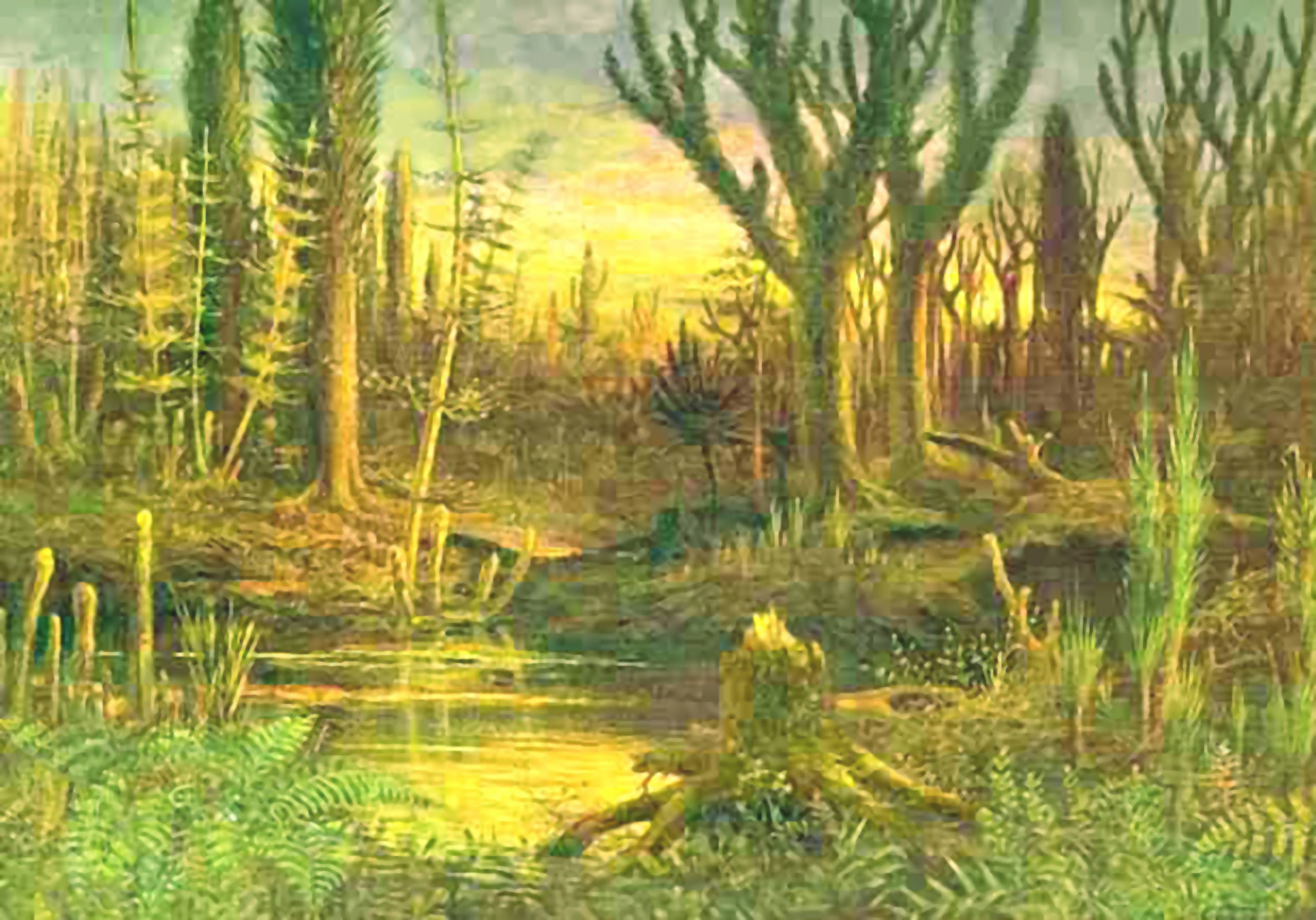
Recreación artística de un bosque del Devónico.

En el Devónico inferior se produjo una importante diversificación de plantas vasculares, como lo atestiguan los fósiles hallados en distintos yacimientos. Una gran parte de la superficie terrestre estaba cubierta por bosques en el Devónico medio. En el Devónico también aparecen las primeras plantas con semillas (Spermatophyta). Los grupos de plantas que poblaban la Tierra eran Rhyniophyta, Zosterophyllopsida, Lycopodiaceae y Trimerophytopsida. El género Pertica (Trimerophytopsida) aparece en el Devónico inferior y sus ejemplares crecían hasta alturas de hasta 3 m. Wattieza era un árbol sin hojas del mismo periodo que llegaba a medir unos 8 m de altura. En el Devónico superior aparece Archaeopteris (Progymnospermophyta), un árbol cuyas raíces alcanzaban profundidades de hasta 1 m, los troncos podían tener 1 m de diámetro y algunos ejemplares se alzaban a 10 m de altura. Este género de plantas ocupaba gran parte de las tierras bajas y de las zonas costeras del Frasniense, y sus reconstrucciones se asemejan a algunas coníferas modernas.

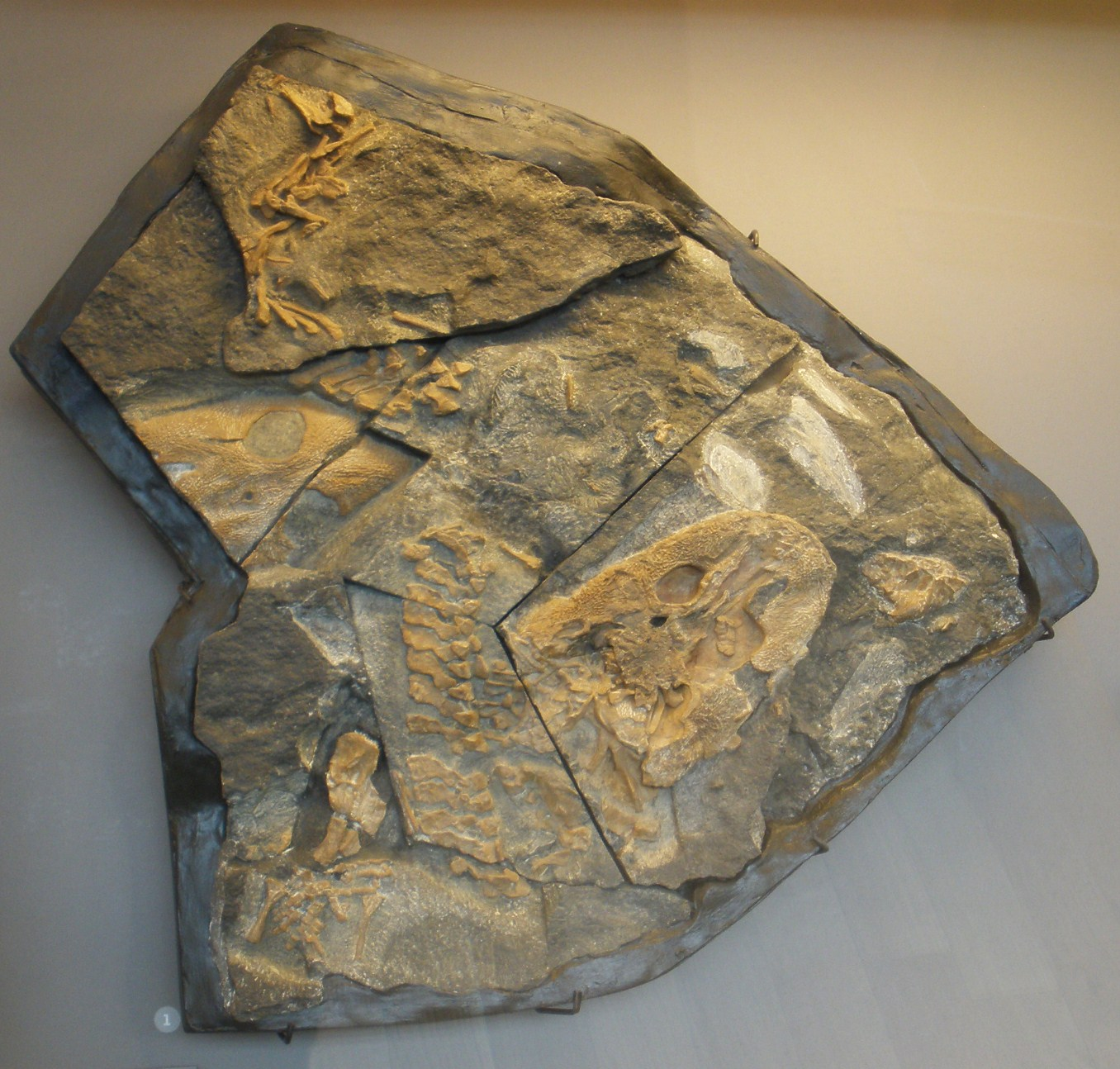
Fósil de Acanthostega, el primer tetrápodo conocido.

### Tetrápodos
La transición entre los peces y los primeros tetrápodos se produjo entre el Givetiense y el Fameniense, hace entre 385 y 365 Ma. El tetrápodo más antiguo que se conoce y que aún conserva varias características anatómicas propias de los peces es Acanthostega gunnari, de edad Fameniense. Su hábitat era dulceacuícola, y debía de usar sus extremidades para propulsarse en el agua, ya que estas no podrían soportar su peso. La estructura de su mandíbula podría indicar que era capaz de alimentarse en la superficie del agua o, incluso fuera del agua. Ichthyostega, que aparece en el registro en el Devónico superior, se considera como el primer vertebrado que colonizó el medio terrestre. Así lo indican las extremidades más robustas que las de Acanthostega, así como el patrón de inserción de los músculos en las extremidades superiores y el tipo de articulación de los hombros.

## Extinción
El 83 % de las especies presentes en el Devónico superior desaparecieron del registro. Esta extinción posee unas características que las diferencia de otras:
- mortalidad desmesurada en organismos marinos bentónicos;
- duración prolongada (unos 20 Ma);
- la extinción se produjo en varios episodios.

Los episodios más significativos de extinción se conocen como evento Kellwasser (Frasniense-Fameniense) y evento Hangenberg (Fameniense-Misisipiense), siendo este último de menor intensidad. Otro evento de menor entidad es el Taghanic, en el límite entre el Devónico medio y superior y en el que se vieron afectados braquiópodos, goniatítidos y corales.

### Evento Kellwasser
La primera mención del evento Kellwasser data del año 1967. Coincide con las biozonas de los conodontos Palmatolepis linguiformis y Palmatolepis rhenana, y afecta básicamente a organismos bentónicos arrecifales o de aguas someras y, en menor medida, otros organismos nectónicos y planctónicos. Desaparecieron entre el 13 y el 38 % de las familias, el 29 y el 60 % de los géneros y el 82 % de las especies de organismos marinos. Se ha calculado que esta extinción aconteció hace unos 376-374 Ma.

### Evento Hangenberg
La primera referencia al evento Hangenberg se produce en el año 1968. Durante dicho evento, que coincide con la biozona de Siphonodella praesulcata, se redujo la diversidad de los vertebrados en más de un 50 %, tanto en ambientes terrestres como en ambientes marinos. Se calcula que sucedió hace 359 Ma. La extinción mayor se produjo a finales del Fameniense, seguida de una extinción de menor entidad en el límite Devónico-Carbonífero y de una crisis que afectó a los ammonoideos en el Misisipiense.

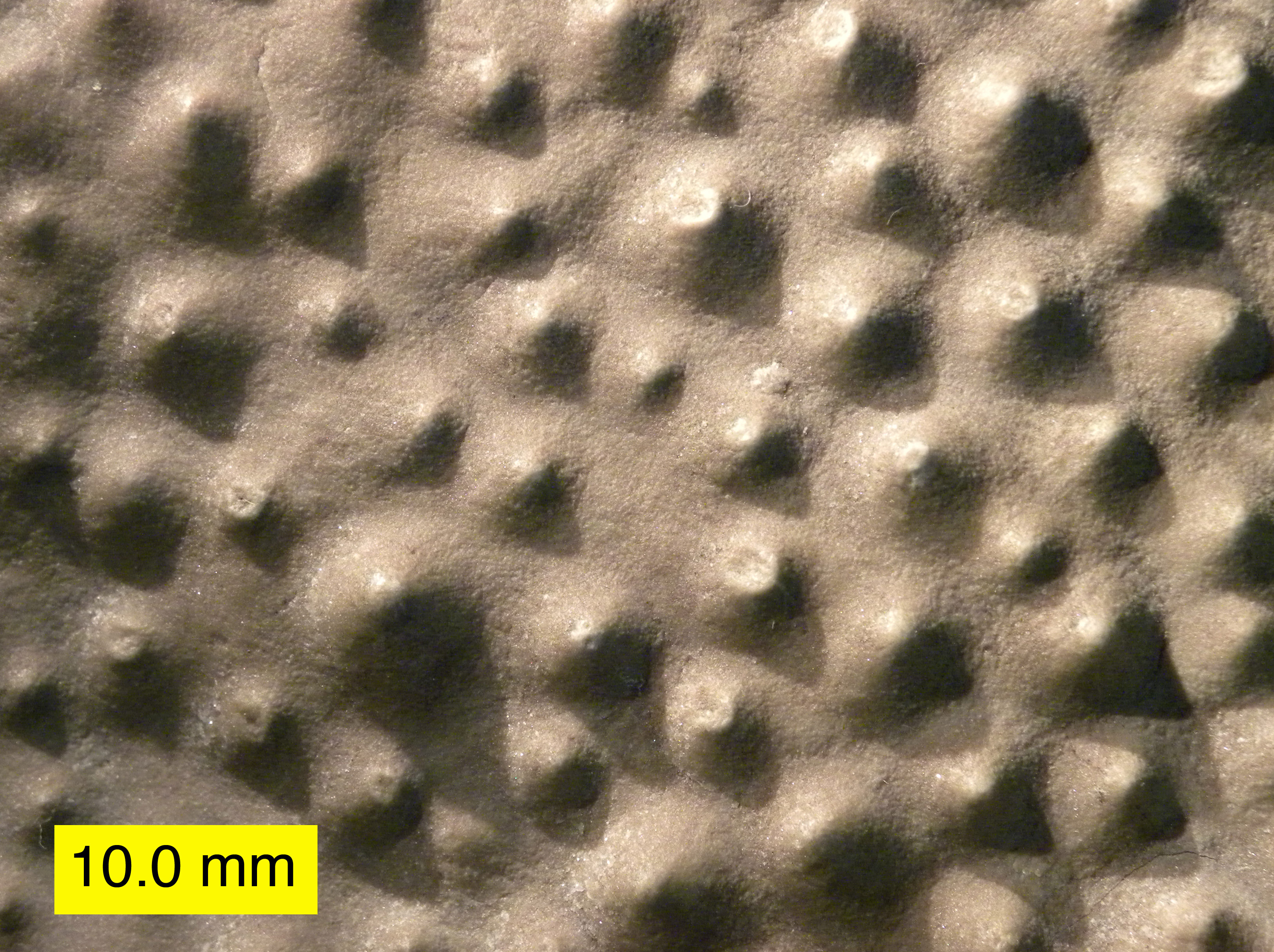
Fósil de un estromatopórido del Devónico. Estos organismos se extinguieron durante el evento Hangenberg.

### Taxones afectados

#### Braquiópodos
Después de una crisis en el límite Givetiense-Frasniense, en el que se extinguieron seis familias de braquiópodos, este grupo se recuperó al inicio del Frasniense. Sin embargo, este restablecimiento fue breve, y a lo largo del Frasniense desaparecieron varias familias. Al final de esa edad se redujo considerablemente la diversidad de braquiópodos. En contraste, durante el evento Hangenberg este grupo no se vio gravemente afectado.

#### Esponjas
Durante el límite Frasniense-Fameniense proliferaron las esponjas pertenecientes a la clase Hexactinellida. No se conoce bien cómo las crisis del Devónico afectaron a este grupo, ya que se sabe muy poco acerca de su rango estratigráfico.

#### Estromatopóridos

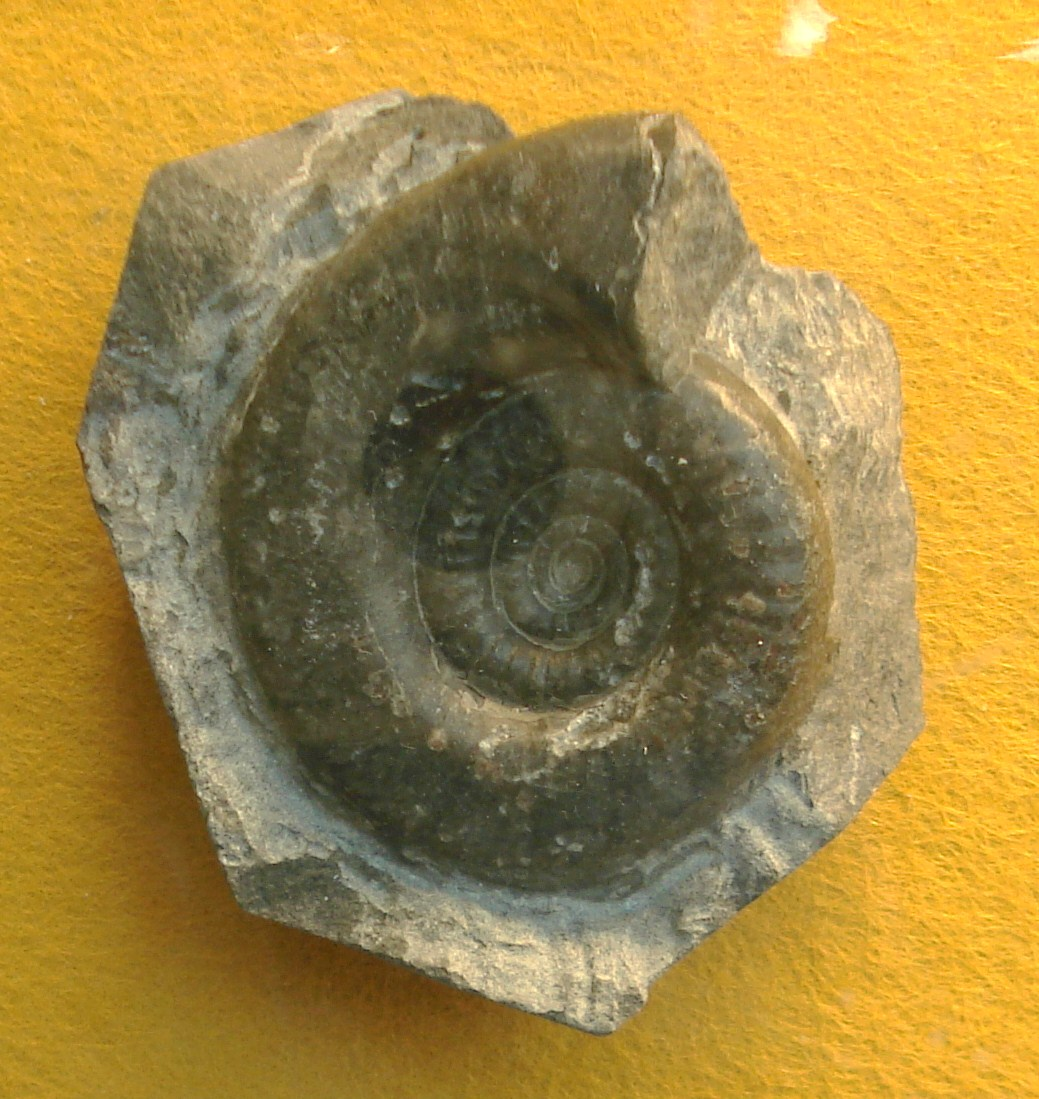
Clymenia, fósil de ammonoideo extinguido en el Fameniense.

El evento Kellwaser afectó profundamente a estos organismos y solo sobrevivieron seis familias. El orden Labechiida se recuperó de la crisis, y ya en el Fameniense el género Stylostroma presentaba una distribución global. Al final del Fameniense los estromatopóridos dejaron de ser los principales formadores de arrecifes, al producirse su extinción.

#### Cefalópodos
En cuanto a los cefalópodos, durante el evento Kellwaser desaparecieron las familias de ammonoideos Gephuroceratidae y Beloceratidae, y sobrevivieron las especies adaptadas a la vida en aguas profundas. A la recuperación que tuvo lugar después de la crisis le siguió durante el evento Hangenberg una de las peores extinciones que sufrieron estos organismos, con la desaparición de todas las familias excepto Prionoceratidae. Los nautiloideos también sufrieron estas crisis, siendo también el evento Hangenberg el más devastador.

#### Plancton
Algunos grupos planctónicos, como los graptolites o los quitinozoos, desaparecieron. Se extinguieron un 60 % de géneros de Prasinophyta y un 81 % de las especies de acritarcos, si bien no se ha podido determinar en qué evento se produjo la crisis o si aconteció en ambos.

#### Ostrácodos
Las extinciones del Devónico afectaron a los organismos de la clase Ostracoda de distinta manera dependiendo del modo de vida de estos artrópodos. Así, durante el límite Frasniense-Fameniense se vieron fuertemente afectados los ostrácodos bentónicos, especialmente los que poseían un modo de vida sedimentívoro. También vieron mermada su diversidad durante el evento Hangenberg, tras lo que se produjo una radiación de estos organismos en el Tournaisiense. Los ostrácodos planctónicos no se vieron afectados por la crisis de Hangenberg.

#### Trilobites

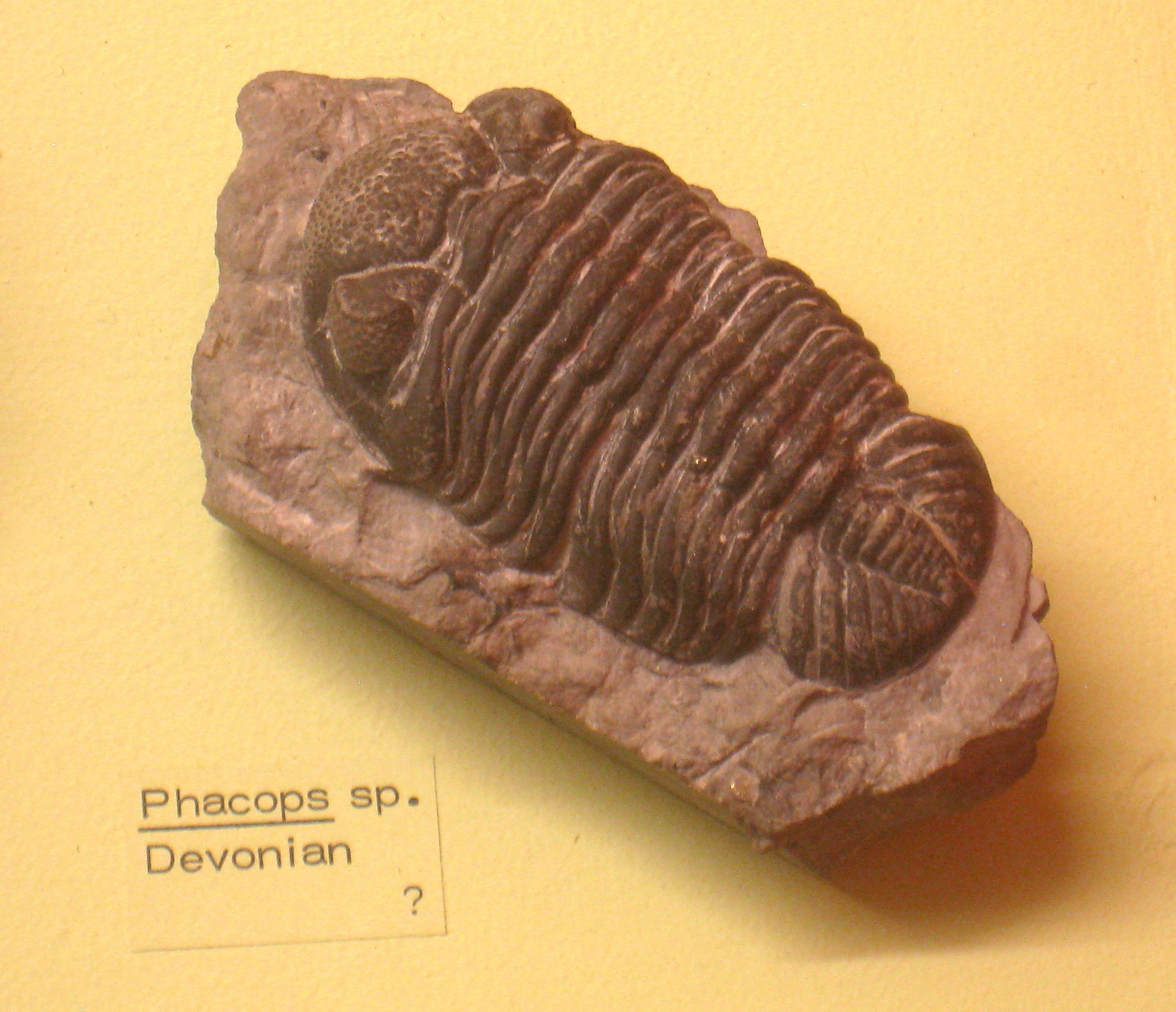
Fósil de un trilobites del género Phacops (familia Phacopidae). Este grupo se extinguió durante el evento Hangenberg.

Solo tres familias de trilobites sobrevivieron al evento Kellwasser: Proetidae, Phacopidae y Aulacopleuridae. Durante el Fameniense este grupo empezó a recuperarse, sobre todo los trilobites adaptados a ambientes de mayor profundidad, apareciendo formas ciegas. Sin embargo, la crisis del final del Devónico eliminó a todos los trilobites excepto al orden Proetida, cuya distribución se extendió hasta el Pérmico.

#### Corales y algas calcáreas
Durante el evento Kellwasser se extinguieron el 97 % de las especies de corales rugosos que habitaban en aguas someras y el 60 % de las que habitaban en aguas más profundas. Después de esta crisis los corales rugosos aumentaron su diversidad y no existe un consenso entre los científicos sobre los efectos del evento Hangenberg sobre este grupo. En cuanto a los corales tabulados, en el límite Frasniense-Fameniense desaparecieron en torno al 80 % de los géneros. Este grupo tampoco parece verse afectado por la crisis del final del Fameniense.
Las algas calcáreas (protistas con capacidad para calcificarse) desaparecieron durante el Fameniense, con la excepción de Renalcis.

#### Foraminíferos
Los foraminíferos no sufrieron crisis serias durante el Devónico superior, si bien en el límite Frasniense-Fameniense se extinguieron varios géneros, probablemente debido al declive de los arrecifes donde habitaban. Las formas tropicales y multiseptadas resultaron más afectadas.

#### Peces
Se extinguieron muchos grupos de peces sin mandíbulas, desapareciendo del registro desde el Fameniense hasta el Carbonífero superior. Los placodermos se extinguieron por completo, a pesar de que durante el Frasniense aparecieron 61 géneros de artródiros. La crisis del Frasniense-Fameniense acabó con la mayoría de los géneros de placodermos, si bien afectó más a las formas marinas que a las de agua dulce. Después de una recuperación, esta clase desapareció al finalizar el Devónico.
Los únicos cordados que no se vieron afectados por las extinciones fueron los integrantes del superorden Selachimorpha. Los peces óseos, cuya presencia en el Devónico había sido menor, ocuparon en el Carbonífero los nichos ecológicos que dejaron abandonados los placodermos. Los acantodios sobrevivieron a la crisis del Devónico, si bien su número de géneros se estaba reduciendo desde el Givetiense.
En cuanto a los conodontos, se vieron severamente afectados por el evento Kellwasser y algo menos por el evento Hangenberg. Lograron sobrevivir hasta el Triásico.

#### Otros taxones

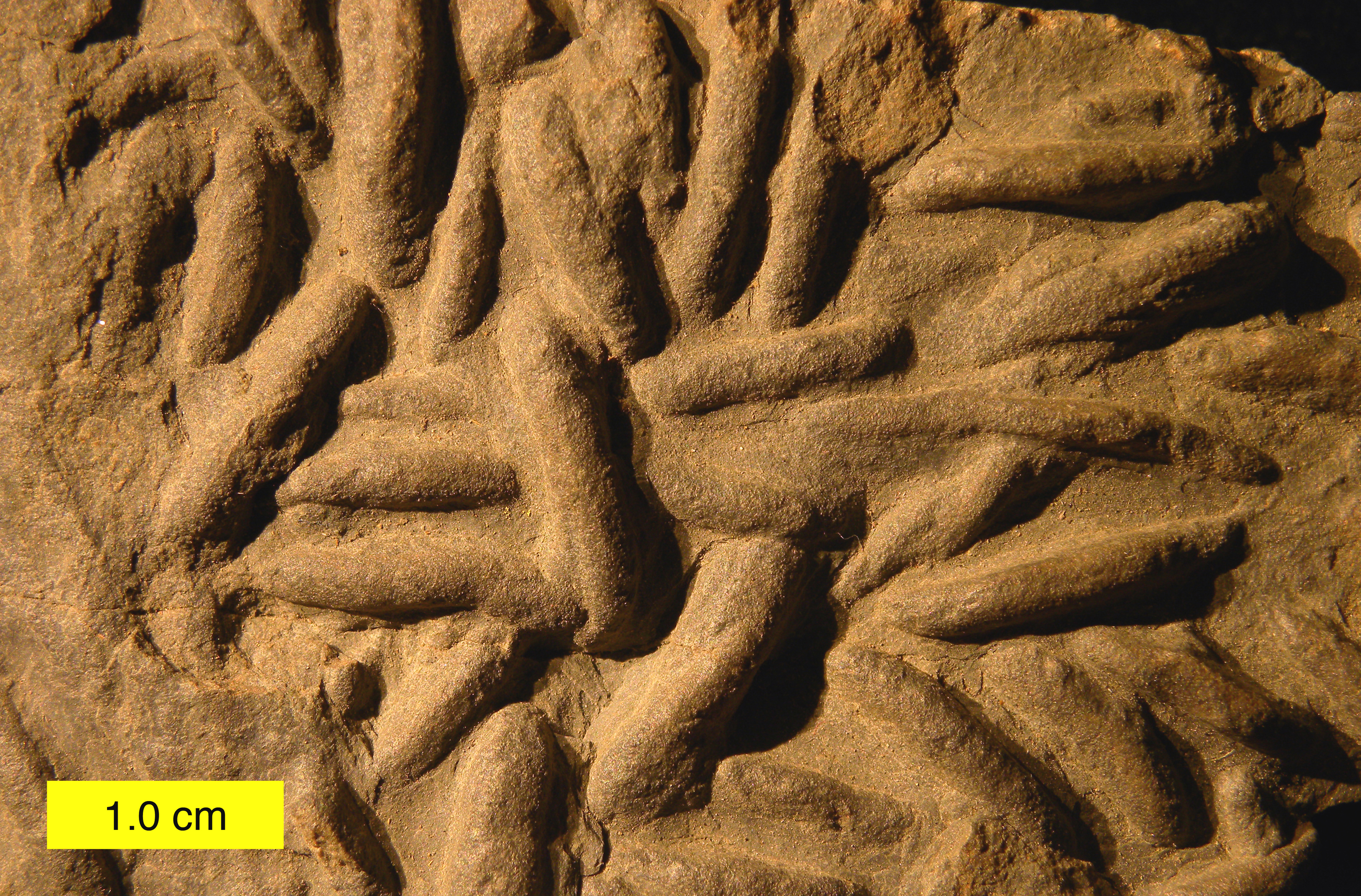
Lockeia, una icnita del Devónico superior producida por bivalvos. La extinción no fue especialmente severa con esta clase de moluscos.

Los cricoconáridos —organismos de concha cónica de difícil clasificación— estaban representados por cuatro familias y todas ellas se extinguieron durante el evento Kellwaser. No se pueden extraer muchas conclusiones sobre como afectó la extinción del Devónico a los equinodermos. Se sabe que un 32 % de las familias de la clase Crinoidea desapareció en el Devónico superior, probablemente al finalizar el Frasniense. La crisis que provocó una extinción más aguda en los briozoos se produjo en el límite Givetiense-Frasniense, cuando desapareció el 69 % de las especies. Después, no volvieron a sufrir más crisis a lo largo del Devónico superior. Las extinciones no tuvieron un impacto grave sobre los moluscos bivalvos, de los que solo se extinguieron dos familias, si bien desaparecieron un 31 % de géneros.
Parece ser que el número de géneros de tetrápodos aumenta en el límite Frasniense-Fameniense, pero disminuye entre el Devónico y el Carbonífero. Durante el evento Hangenberg se produjo una disminución en la diversidad de las plantas terrestres, que coincidió, sin embargo, con la aparición del árbol Archaeopteris.

## Causas
Se han propuesto distintas hipótesis para explicar tanto la extinción del Frasniense-Fameniense como la del Fameniense-Misisipiense.

### Enfriamiento global

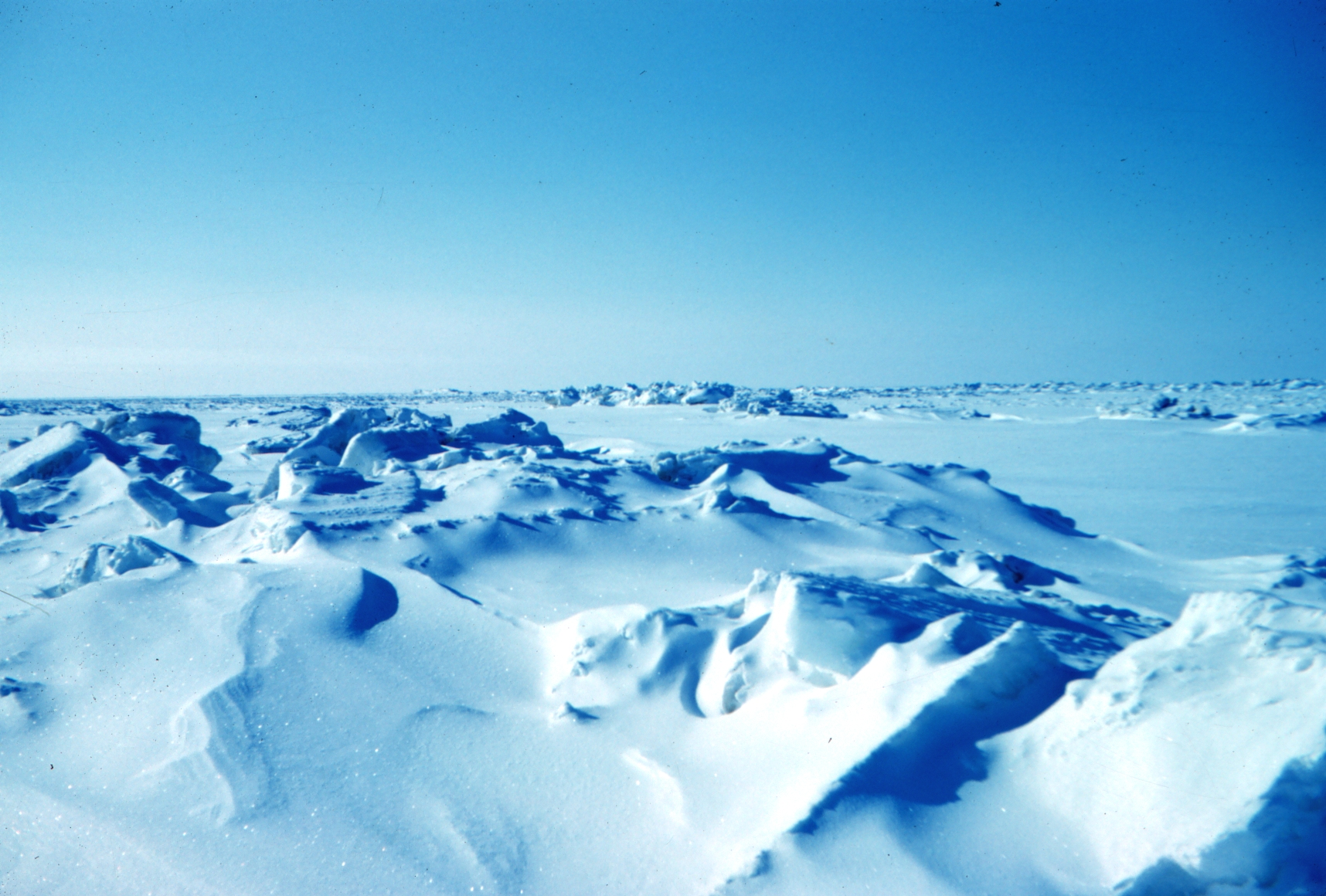
Un enfriamiento global repentino pudo ser el desencadenante de las extinciones del Devónico Superior.

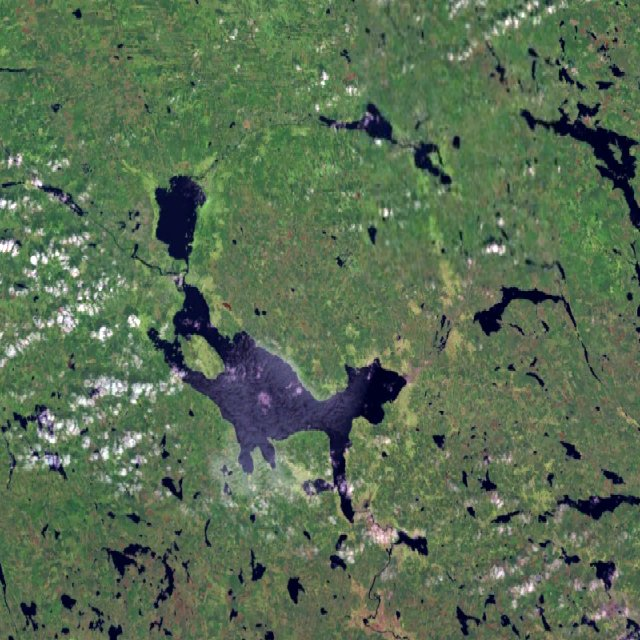
Lago Siljan, localizado en Suecia. Por su edad podría estar relacionado con las extinciones del Devónico.

Una de las principales hipótesis que sirven para explicar el origen de las extinciones del evento Kellwasser consiste en que un enfriamiento rápido del planeta provocó la crisis biótica. Apoyan esta interpretación la proliferación de organismos adaptados a bajas temperaturas durante las crisis, que fueran los seres vivos que habitaban en latitudes bajas los más afectados, la presencia de sedimentos de origen glaciar del Devónico en el norte de Brasil y la rapidez de variación del nivel del mar durante ese período. Sin embargo, hay argumentos que rebaten la validez de esta hipótesis: por un lado, los sedimentos glaciares de Brasil se depositaron a finales del Fameniense, luego no explicarían el evento Kellwasser; análisis isotópicos del oxígeno (O) confirman que el enfriamiento empezó durante el Fameniense; los organismos caracterizados como habitantes de aguas frías también lo pueden ser de aguas profundas, por lo que su presencia no indica necesariamente un enfriamiento en el límite Frasniense-Fameniense.

### Impacto meteorítico
Se han documentado varios cráteres de impacto de edad Devónico Superior, lo que sugiere la hipótesis de que los dos grandes eventos de extinción fueron causadas por la caída de varios meteoritos. Sin embargo, las dataciones radiométricas realizadas no muestran una correlación directa entre los impactos meteoríticos y las extinciones.

### Condiciones de anoxia
Se ha constatado que durante los límites Frasniense-Fameniense y Devónico-Carbonífero en los océanos se dieron condiciones de anoxia o bajos niveles de oxígeno. Estos eventos anóxicos se deducen a partir de la presencia de gran cantidad de lutitas negras en todo el planeta. Las principales objeciones para considerar la anoxia como causante de las extinciones se basan en la presencia de lutitas negras que no se encuentran ligadas a eventos de extinción y el corto periodo de tiempo en que tuvieron lugar las extinciones, mientras que la pérdida de oxígeno en los océanos fue más gradual.

### Salinidad de las aguas
Ciertas valvas fósiles encontradas en sedimentos marinos del Devónico superior se han clasificado dentro del orden Conchostraca, cuyos integrantes ocupan nichos de agua dulce. Para explicar la presencia de estos organismos en facies marinas se ha propuesto que los océanos se encontraban estratificados, ocupando agua dulce o salobre la capa superior. Este fenómeno podría explicar las extinciones del límite Devónico-Carbonífero.

### Calentamiento global
Se ha propuesto el calentamiento global como otra alternativa para explicar las extinciones del Frasniense-Fameniense. Además del efecto directo que tendría el aumento de la temperatura en la desaparición de taxones, también provocaría condiciones de anoxia en las aguas oceánicas. Sin embargo, esta hipótesis no explica por qué los organismos que habitaban en latitudes altas se vieron menos afectados en el límite Frasniense-Fameniense.

### Vulcanismo

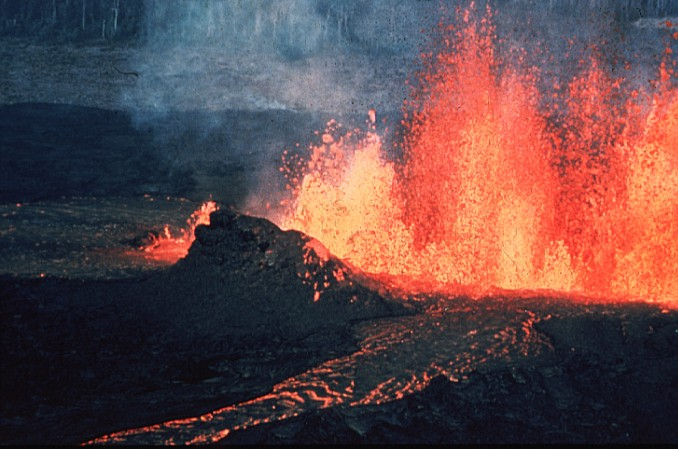
Las extinciones del Devónico podrían estar relacionadas con una intensa actividad volcánica.

Otro modelo que pretende explicar las extinciones masivas ofrece un escenario de intenso vulcanismo. El rift de Pripyat-Dnieper-Donet, en el este de Europa, estuvo activo durante el Devónico superior, aunque el volumen de roca volcánica asociada a esta estructura no parece ser suficiente para explicar las extinciones. Se han datado los materiales de los traps —formaciones basálticas— de Viluy, en Siberia, y la edad calculada es congruente con la extinción del Frasniense-Fameniense. Según los cálculos, la actividad eruptiva que dio lugar a estos traps podría haber emitido un volumen de roca volcánica de unos 2 000 000 km³, por lo que se tienen en cuenta como posible explicación de la extinción.

### Ciclo del carbono
Existen varios modelos para explicar el origen de las condiciones de anoxia y del calentamiento global, siendo el denominador común de todos ellos su relación con el ciclo del carbono.

#### Evolución de las plantas
La aparición de plantas de mayor talla provocó a su vez un aumento en el tamaño de las raíces, lo que intensificó el proceso de formación de suelos o pedogénesis. También contribuyó a ello la aparición de las semillas, que propició que las plantas pudieran ocupar nuevos hábitats. Estos cambios en la evolución de los suelos influyeron en los procesos de meteorización, alteraron el ciclo hidrológico, las tasas de sedimentación y produjeron un descenso de la cantidad de dióxido de carbono (CO2) presente en la atmósfera. Debido a la intensa meteorización química, aumentó la cantidad de nutrientes que llegaban al agua. El proceso de eutrofización resultó en un incremento de organismos acuáticos, que explicaría el origen de las condiciones de anoxia en los océanos del Devónico. Además, la pérdida de CO2 de la atmósfera es consistente con el enfriamiento global. Este modelo es válido para explicar las extinciones del Frasniense-Fameniense y del Fameniense-Misisipiense.

#### Modelos de Buggisch y Becker-House
El modelo de Buggisch consiste en un ciclo en el que se alternan el enfriamiento y el calentamiento global. Propone que una subida del nivel del mar hace aumentar la productividad biológica en las zonas costeras inundadas, lo que conduce a la anoxia y a que el carbono orgánico se deposite en los sedimentos y acabe enterrado. Al disminuir las reservas de carbono, baja la concentración de CO2 en la atmósfera, provocando un enfriamiento global, que a su vez causa una regresión marina por congelarse grandes cantidades de agua. Al quedar mayor superficie de costa emergida, volvería a aumentar la cantidad de CO2 atmosférico y el ciclo volvería a empezar. El modelo de Becker-House es parecido, pero introduce en el ciclo los efectos del volcanismo submarino y el consumo de oxígeno originado por surgencias marinas.

### Cambios en el nivel del mar
También se ha considerado al eustatismo como la causa principal de la extinción masiva del Frasniense-Fameniense. Las variaciones en el nivel del mar pueden conllevar extinciones a nivel local y global. Durante el límite Frasniense-Fameniense se dio este proceso en una corta escala de tiempo, congruente con el evento de extinción en ese período. Se ha propuesto que una regresión marina intensa eliminó una gran cantidad de hábitats marinos someros provocando la crisis biótica. También se ha propuesto que transgresiones marinas de gran entidad pudieron dar lugar a las condiciones de anoxia que resultarían en la mortalidad de gran cantidad de organismos bentónicos.

## Crisis de biodiversidad

Distintas formas de especiación. La baja tasa de especiación en el Devónico superior pudo producir una crisis de biodiversidad.

Las extinciones masivas del Devónico son uno de los cinco grandes eventos de extinción que han ocurrido en la historia de la Tierra, junto con las extinciones masivas del Ordovícico-Silúrico, la extinción masiva del Pérmico-Triásico, la del Triásico-Jurásico y la del Cretácico-Terciario. Sin embargo, hay autores que consideran que en el Frasniense la tasa de extinción no era ni superior a la del Devónico medio, ni superior a la tasa de extinción de fondo del Fanerozoico. Según esta hipótesis, en el Devónico superior se combinó un descenso de la tasa de especiación con un ligero aumento de la tasa de extinción, siendo más apropiado utilizar el término «crisis de biodiversidad» en lugar del término «extinción masiva» para describir los resultados.
Como posible causa de la crisis se apunta a las transgresiones marinas, que comunicarían cuencas que hasta entonces habían permanecido aisladas, provocando, por un lado, la invasión de especies generalistas entre las cuencas, y por otro, la eliminación de uno de los mecanismos principales de generación de nuevas especies, la vicarianza—formación de nuevas especies al aislar una barrera a una población—.